# Geneina
Geneina, (ou Al-Junaynah ou ainda Algenina; do árabe: الجنينة) é a capital do estado de Darfur Ocidental e uma cidade do Sudão.